# 碧血青天楊家將
《碧血青天楊家將》（英語：Heroic Legend of the Yang's Family）是香港亞洲電視1994年製作電視劇，製作顧問為梁天，監製為楊紹鴻。此劇為首部中港两地合作電視劇集，故甚受中港兩地重視，視為文化交流重點項目。此劇是當年亞視的重頭劇，首兩週收視點平均十五點、最高有十八點。亞視劇集《碧血青天珍珠旗》是姊妹篇，演員除包拯改由原為粵語配音的譚炳文飾演外，其餘演員全部一樣。

## 演員表

### 開封府
- 包拯——金超群飾（粵語配音：譚炳文）
- 公孫策——馮國飾
- 展昭——甄志強飾
- 王朝——曾贊安飾
- 馬漢——鄭賢飾
- 張龍——周兆麟飾
- 趙虎——鄒煒倫飾

### 楊家将
- 佘太君（佘賽花）—— 李香琴飾
- 楊宗保——徐少強飾
- 穆桂英——麥景婷飾
- 楊文廣——李潤祺飾
- 楊延昭（楊六郎）——高雄飾
- 柴郡主——鮑起靜飾
- 楊排風——苑瓊丹飾
- 楊八妹（楊延琪）——陳麗雲飾
- 楊九妹（楊延瑛）——譚少英飾
- 楊洪——王清河飾
- 孟定國——姜皓文飾
- 焦廷貴——曾瑋明飾

### 龐家及其党羽
- 龐太師（龐雄／龐洪）——秦沛飾
- 龐虎——吳廷燁飾
- 龐龍——冼灝英飾
- 龐貴妃（龐鳳／龍小蝶）——蔡曉儀飾
- 西鄯法王（假皇帝）——潘志文飾

### 皇族
- 宋仁宗——潘志文飾
- 八賢王（趙德芳）——黃允材飾

### 遼国
- 貞順女主——梁珊飾
- 耶律宗源（楊宗源）——吳毅將飾，
- 蕭沅蘿——陳靖允飾
- 美黛公主——蔡美蘭飾（粵語配音：譚淑嫻）

### 黑水神宮
- 韋青妍（衛青妍／青妍宮主）——李慕瓊飾
- 韋靈兒（衛靈兒）——王豔娜飾

### 其他
- 王延齡（王丞相）——司馬華龍飾
- 龐烈——呂頌賢飾
- 傳旨太監——曾健明飾

## 外部連結
| 香港亞洲電視本港台 星期一至五 19:30-20:30 | 香港亞洲電視本港台 星期一至五 19:30-20:30 | 香港亞洲電視本港台 星期一至五 19:30-20:30 |
| ----------------------------------------- | ----------------------------------------- | ----------------------------------------- |
|                                           | （1994.9.26 - 1994.11.4）                 |                                           |
| 洪熙官 （1994.8.15 - 1994.9.23）          | 碧血青天珍珠旗 （1994.11.7 - 1994.12.16） |                                           |